# OpenMPT
OpenMPT (anteriormente chamado ModPlug Tracker) é um tracker (programa de produção musical) de código aberto para sistemas operacionais Windows, originalmente desenvolvido por Olivier Lapicque em setembro de 1997.

## História

### MOD Plugin e ModPlug Tracker
O ModPlug Tracker foi inicialmente desenvolvido como um plug-in de navegador chamado MOD Plugin, que permitia aos usuários reproduzir música e outros sons codificados em módulos (.XM,.MOD,.IT,.S3M,etc). O ModPlug Tracker, evoluiu a partir deste plug-in.
Em dezembro de 1999, Olivier Lapicque enviou partes dos códigos do ModPlug Tracker para Kenton Varda, sob licença GPL, para criar um plugin para o XMMS com base no código. O código-fonte foi lançado para domínio público em 2001, e o código de mod-playing foi dividido em uma biblioteca separada, libmodplug, mantida como parte do projeto ModPlug XMMS Plugin. Este projeto ficou inativo do final de 2003 até o início de 2006, quando foi retirado novamente. Hoje, o libmodplug está incluído em muitas distribuições Linux como um plugin de áudio padrão para reproduzir módulos e faz parte do GStreamer.
Olivier Lapicque parou o desenvolvimento do ModPlug Tracker em janeiro de 2004 e lançou o código-fonte completo sob uma licença de código aberto.

### OpenMPT
O código do ModPlug Tracker foi reprogramado por um grupo de músicos/programadores e foi renomeado para OpenMPT.
O OpenMPT foi distribuído como software livre, licenciado sob licença GPL e, depois, relançado de acordo com os termos da licença BSD a partir de março de 2014. O OpenMPT também está disponível em 64 bits. Isso permite usar plug-ins VST de 64 bits e fazer uso de toda a memória física em sistemas de 64 bits. Para isso, o OpenMPT fornece sua própria plugin bridge.

## Características
A interface do OpenMPT é a interface de usuário nativa do Windows, diferente da maioria dos trackers, mesmo os mais novos, que seguem o estilo de interface do MS-DOS. O OpenMPT faz uso de recursos comuns de programas do Windows, como menus de contexto para seleção de efeitos e visualizações em "árvore" (para arquivos, amostras e padrões).
Ele suporta arquivos IT (Impulse Tracker), XM (FastTracker Extended Module), MOD (Protracker e outros), S3M (Scream Tracker 3) e MPTM (seu próprio formato de arquivo), entre outros.
O OpenMPT também foi um dos primeiros programas a suportar a edição de vários módulos ao mesmo tempo. Ele também suporta até 127 faixas/canais, instrumentos e efeitos VST e ASIO.

### MPTM (Formato de arquivo)
Devido às limitações dos módulos, um novo formato de módulo foi criado em 2007, o MPTM. No entanto, o formato ainda está em fase experimental e deverá ser alterado no futuro.